# Myzostoma dubium
Myzostoma dubium is een ringworm uit de familie Myzostomatidae.
Myzostoma dubium werd in 1887 voor het eerst wetenschappelijk beschreven door Graff.